# 大谷交通
株式会社大谷交通（おおやこうつう）は、宮城県気仙沼市本吉町に本社を置く企業である。
バス関連では、貸切バス事業のほか、本吉地区にて廃止代替バスを運行している。

## 沿革
- 2006年10月2日 - 本吉町代替バスの受託運行開始。

## 代替バス
本吉町代替バスを運行している。運行路線は以下の通り。
- 大谷学校入口 - 大谷小学校前 - 石河原 - 上郷分館前 - ゴルフ場入口 - 鈴木病院前
  - 土曜、日曜、祝日及び12/31 - 1/3は運休。
  - 料金は1回乗車200円、小人（1歳 - 中学生）は100円。大人同伴の幼児（6歳未満）は1人まで無料。身障者は半額。
  - 宮交気仙沼バスのゴルフ場経由線の廃止に伴い、その代替として運行開始した。

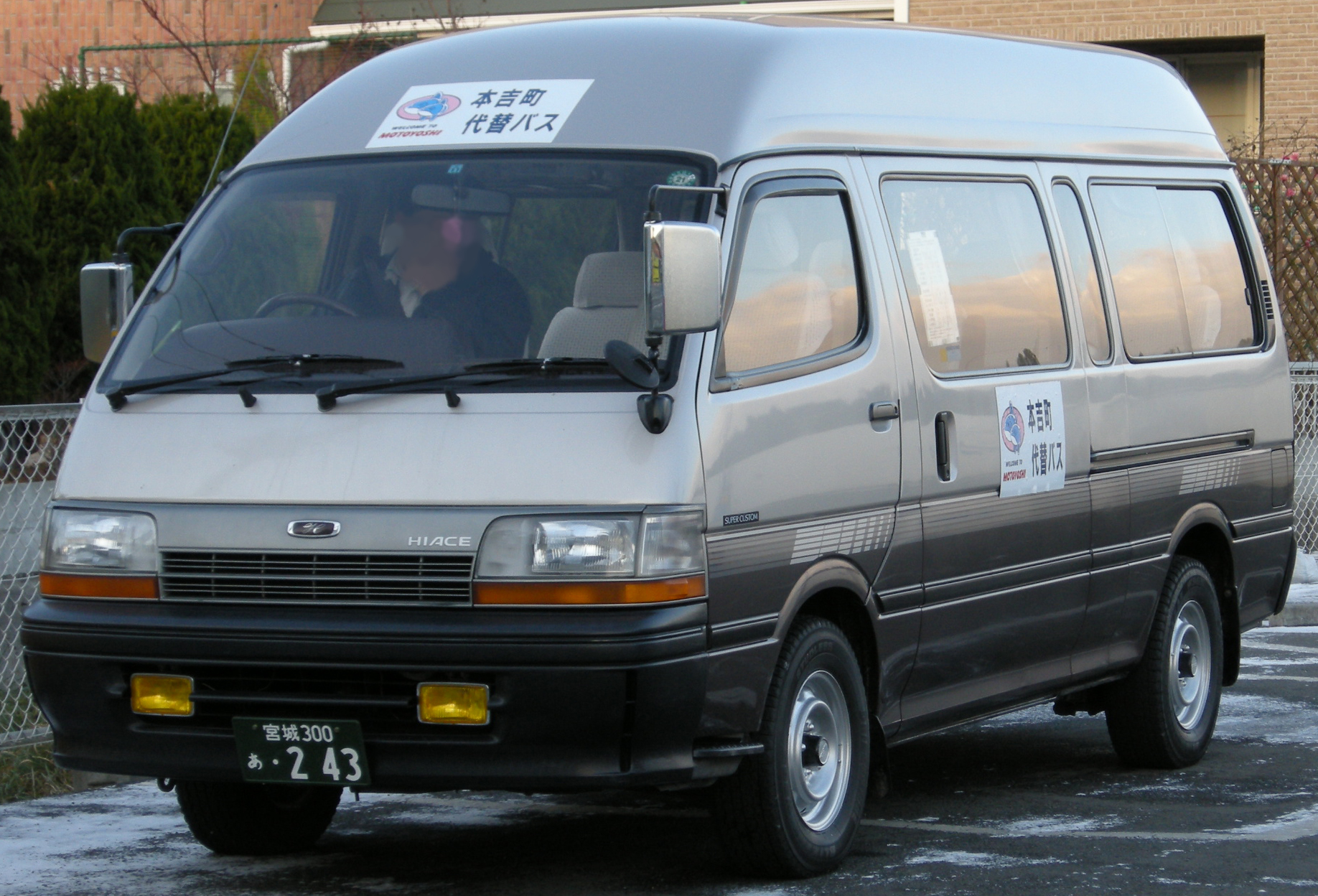
本吉町代替バスの車両